# Micrathetis dasaradoides
Micrathetis dasaradoides är en fjärilsart som beskrevs av Embrik Strand 1921. Micrathetis dasaradoides ingår i släktet Micrathetis och familjen nattflyn. Inga underarter finns listade i Catalogue of Life.